# Tennistoernooi van Rosmalen 2001
Het tennistoernooi van Rosmalen van 2001 werd van 18 tot en met 24 juni 2001 gespeeld op de grasbanen van het Autotron Expodome in de Nederlandse plaats Rosmalen, onderdeel van de gemeente 's-Hertogenbosch. De officiële naam van het toernooi was Heineken Trophy.
Het toernooi bestond uit twee delen:
- WTA-toernooi van Rosmalen 2001, het toernooi voor de vrouwen
- ATP-toernooi van Rosmalen 2001, het toernooi voor de mannen

ATP-toernooi van Rosmalen – WTA-toernooi van Rosmalen

1996 · 1997 · 1998 · 1999 · 2000 · 2001 · 2002 · 2003 · 2004 · 2005 · 2006 · 2007 · 2008 · 2009 · 2010 · 2011 · 2012 · 2013 · 2014 · 2015 · 2016 · 2017 · 2018 · 2019 · 2020-2021 · 2022 · 2023 · 2024